# Râul Coca Plină
Râul Coca Plină este unul din cele două brațe care formează râul Coca. 

## Hărți
- Harta Județului Buzău